# Альфонсо Перес Бурруль
Альфонсо Перес Бурруль (Комільяс, Кантабрія, 15 вересня 1965) — колишній футбольний арбітр, що судив матчі найвищої іспанської ліги. Член Комітету арбітрів Кантабрії.

## Кар'єра
Бурруль почав судити ігри на шкільному подвір’ї під час перерв між уроками. До рівня Ла-Ліги підвищився в сезоні 1997—1998. У Ла-Лізі дебютував 7 вересня 1997 року в матчі «Депортіво» (Ла-Корунья) — «Мальорка», що завершився внічию 1:1. 2002 року відсудив свій перший міжнародний матч.
Обслуговував перший матч Суперкубка Іспанії 2003 між «Мальоркою» та мадридським «Реалом» (2-1).
Судив перший матч Суперкубка Іспанії 2007 між командами «Севілья» та «Реал Мадрид» (1-0).
У сезоні 2008-2009 зазнав нищівної критики в національних ЗМІ за те, що не призначив два штрафні за порушення проти гравця «Осасуни» Хуанфрана Торреса, а натомість показав йому дві жовті картки і вилучив з поля за нібито симуляцію. Після цього матчу Технічний комітет арбітрів постановив відсторонити його від першого матчу 1/4 фіналу Кубка Іспанії 2008—2009 між «Еспаньйолом» та «Барселоною», який він мав судити через кілька днів, і призначив замість нього Сезара Муньїса Фернандеса. Йому погрожували смертю, і навіть президент «Осасуни» Пачі Іско заявив: «Я підтверджую, що Перес Бурруль злочинець».
20 травня 2009 року він був четвертим арбітром у фіналі Кубка УЄФА між донецьким «Шахтарем» та «Вердером», який судив Луїс Медіна Канталехо.
Протягом сезону 2009-2010 зазнав жорсткої критики за кілька своїх рішень, особливо в матчі чемпіонату між мадридським «Атлетіко» і «Валенсією», після чого Федерація Іспанії тимчасово відсторонила його від матчів. Наприкінці сезону Технічний комітет арбітрів вирішив опустити його до Другого дивізіону, утім сам він вирішив зовсім полишити суддівство.

## Нагороди
- Золотий свисток першого дивізіону[es] (1): 2007